# Tuomas Rannankari
Tuomas Rannankari (Kuopio, 21 mei 1991) is een Fins voetballer die als middenvelder speelt.
Rannankari maakte in 2009 de overstap van KuPS Kuopio naar FC Twente. In drie jaar tijd wist hij echter niet door te dringen tot het eerste elftal. Zijn contract werd in 2012 niet verlengd en hij stapte over naar het Duitse SpVgg Greuther Fürth.

## Statistieken
| Seizoen | Club        | Land      | Competitie    | Wedstrijden | Doelpunten |
| ------- | ----------- | --------- | ------------- | ----------- | ---------- |
| 2008    | KuPS Kuopio | Finland   | Veikkausliiga | 1           | 0          |
| 2009    | KuPS Kuopio | Finland   | Veikkausliiga | 12          | 0          |
| 2009/10 | FC Twente   | Nederland | Eredivisie    | 0           | 0          |
| 2010/11 | FC Twente   | Nederland | Eredivisie    | 0           | 0          |
| 2011/12 | FC Twente   | Nederland | Eredivisie    | 0           | 0          |
| Totaal  | Totaal      | Totaal    | Totaal        | 13          | 0          |

Bijgewerkt op 24 mei 2012 13:44 (CEST)

## Erelijst
- Landskampioen beloften Nederland: 2012 (Jong FC Twente)